# Ieltessúnovo
Ieltessúnovo (en rus: Ельтесуново) és un poble de l'óblast de Vladímir, a Rússia, segons el cens del 2010 tenia 215 habitants. Pertany al districte municipal de Sóbinka.